# Plombières
Plombières (en ripuarisch Op-ene-Bliibereg, alemany Bleiberg) és un municipi belga de la província de Lieja a la regió valona. Està situat al costat de les fronteres amb els Països Baixos i Alemanya. Tradicionalment s'hi han explotat les mines de plom, la concessió de les quals era en mans de Cockerill-Sambre des de 1828. Fins al 1919, el nom oficial va ser Bleyberg, però després de la Primera Guera Mundial, l'ajuntament va optar per un nom nou, amb menys consonància alemanya.

## Seccions del municipi
Gemmenich (en platdütsch: Jömmeleg), Hombourg (en való: Hôbâr, en platdütsch: Homereg), Montzen (en platdütsch: Montse, Moresnet (en platdütsch: Moreçend), Sippenaeken (en platdütsch: Çepenaake)

## Estatut lingüístic
És un dels municipis amb facilitats lingüístiques per a l'ensenyament de les llengües minoritàries (alemany i neerlandès), i potencialment (necessitat d'una petició del consell municipal, d'un decret reial i d'una llei) un estatut especial per l'ús de les llengües en matèria administrativa.

## Galeria d'imatges

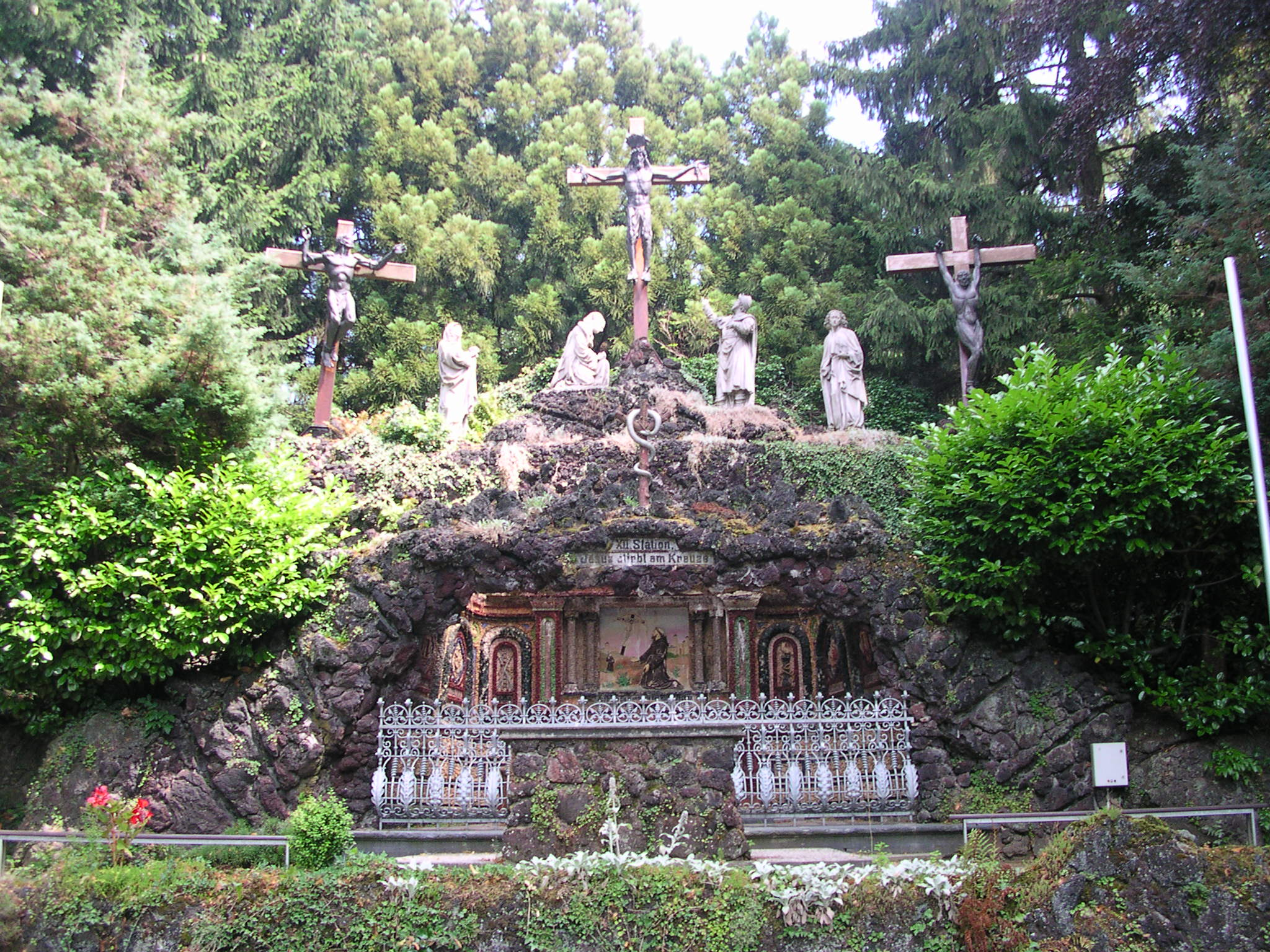
Calvari de Moresnet
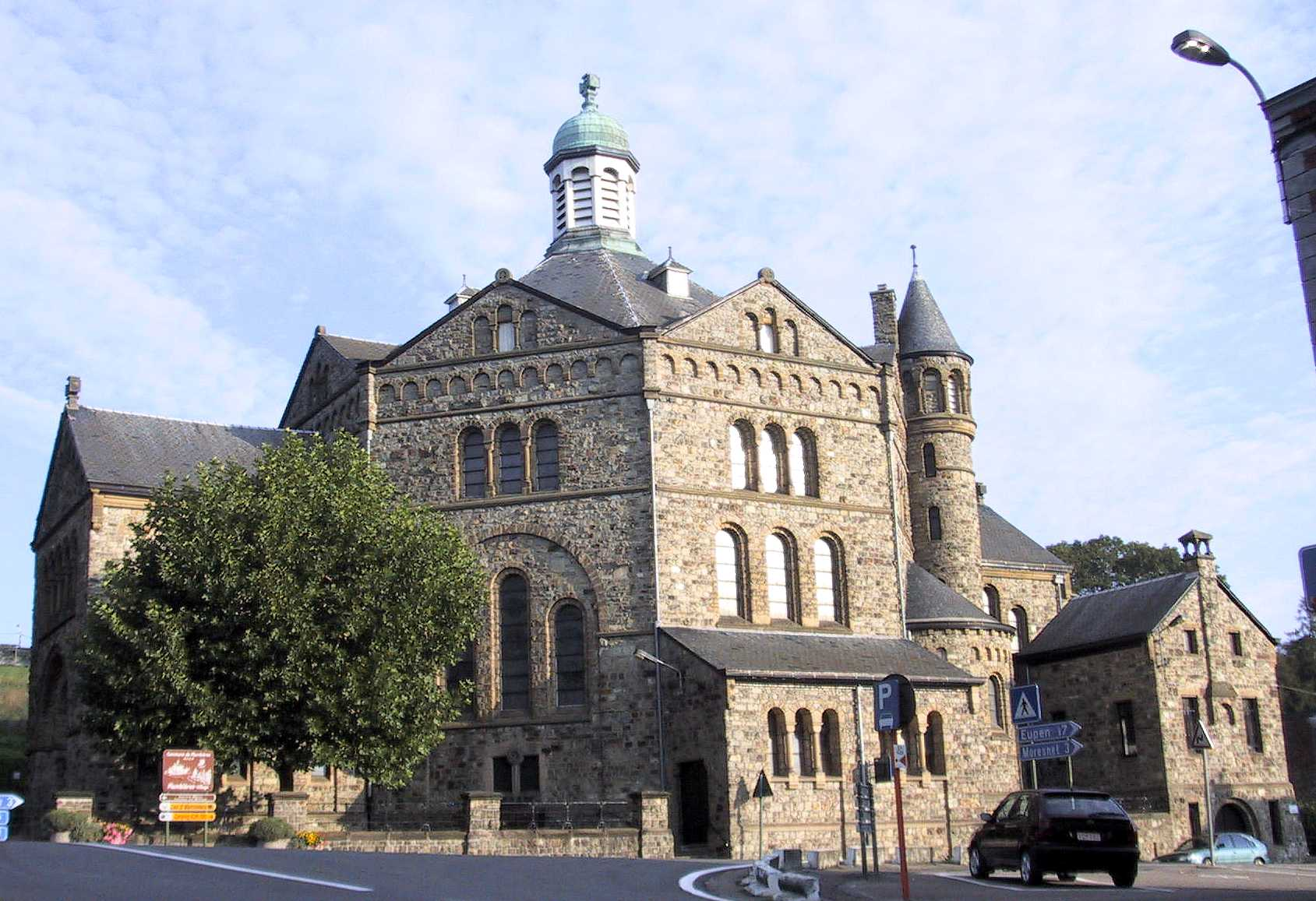
Església de Plombières
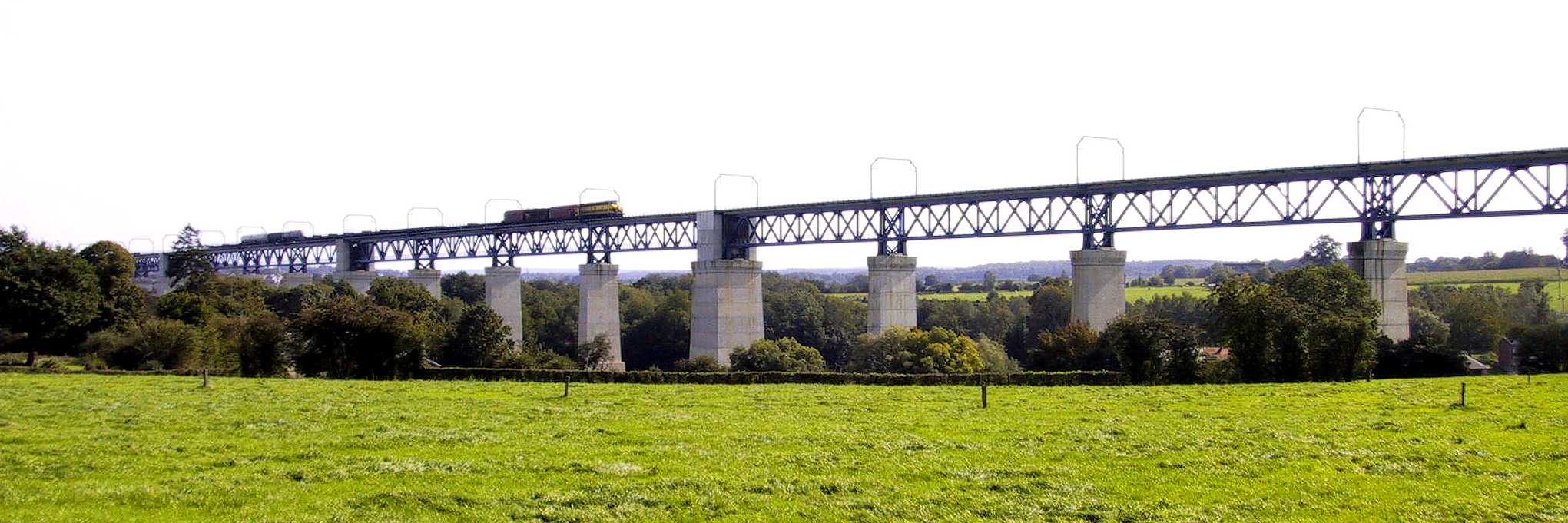
Viaducte del ferrocarril de Moresnet